# Dryotribus
Dryotribus là một chi bọ cánh cứng trong họ Curculionidae. Nó gồm các loài:
- Dryotribus mimeticus
- Dryotribus solitarius
- Dryotribus wilderi